# Ministero degli affari esteri (Paesi Bassi)
Il Ministero degli affari esteri (in olandese: Ministerie van Buitenlandse Zaken; BZ) è il ministero del Regno dei Paesi Bassi, ovvero di tutte le sue nazioni costitutive Paesi Bassi, Curaçao, Aruba e Sint Maarten, responsabile per le relazioni estere, la politica estera, lo sviluppo internazionale, il commercio internazionale, la diaspora e le questioni che riguardano l'Unione europea, la NATO e l'Unione del Benelux. Il Ministero fu creato nel 1798 come "Dipartimento degli affari esteri della Repubblica Batava". Nel 1876 divenne noto con il nome attuale di Ministero degli affari esteri. Il ministro degli affari esteri (in olandese: Minister van Buitenlandse Zaken) è a capo del ministero e membro del gabinetto dei Paesi Bassi. L'attuale ministro è Stef Blok. Il ministro per il commercio estero e la cooperazione allo sviluppo (in olandese: Minister voor Buitenlandse Handel en Ontwikkelingssamenwerking) è un ministro senza portafoglio all'interno del ministero degli Affari esteri. L'attuale ministro è Sigrid Kaag.

## Storia
Il Ministero fu formato nel 1798 come Dipartimento degli Affari Esteri. Dal 1965 in ogni governo è stato nominato un ministro speciale per lo sviluppo internazionale, ad eccezione del primo governo Balkenende e del primo governo Rutte).

## Responsabilità
Il ministero è responsabile per le relazioni estere del Regno dei Paesi Bassi e le sue responsabilità sono le seguenti:
- mantenere relazioni con altri paesi e organizzazioni internazionali.
- promuovere la cooperazione con altri paesi.
- aiutare i paesi in via di sviluppo ad accelerare il loro sviluppo sociale ed economico attraverso la cooperazione internazionale.
- promuovere gli interessi dei cittadini olandesi e del Regno dei Paesi Bassi all'estero.
- raccogliere informazioni su altri paesi e sviluppi internazionali per il governo e altre parti interessate.
- fornire informazioni sulla politica olandese e la posizione dei Paesi Bassi su questioni e sviluppi internazionali.
- presentare il Regno dei Paesi Bassi al mondo.
- occuparsi delle domande e dei problemi degli stranieri che vivono nel Regno dei Paesi Bassi o che cercano di entrare o uscire dai quattro paesi costituenti.

## Organizzazione
Il Ministero degli affari esteri e il Ministero per il commercio estero e la cooperazione allo sviluppo forniscono un comando politico al Ministero. Il ministero è composto da quattro direzioni generali, che si occupano di un particolare settore politico:
- La Direzione generale per gli affari politici si occupa di pace, sicurezza e diritti umani. Ciò include la politica estera e di sicurezza dell'UE, il ruolo politico della NATO, le Nazioni Unite e la guida per le ambasciate e altre missioni diplomatiche.
- La Direzione generale per la cooperazione europea che si occupa con l'Unione europea. È responsabile delle relazioni olandesi con i paesi membri dell'UE e quelli candidati. Coordina inoltre la politica in altre organizzazioni regionali come il Consiglio d'Europa, l'OCSE e il Benelux.
- La Direzione generale per la cooperazione internazionale è responsabile dello sviluppo internazionale, in linea con le quattro priorità olandesi dell'acqua, della sicurezza e del diritto.
- La Direzione generale per le relazioni economiche estere promuove gli interessi delle imprese olandesi all'estero e contribuisce a dare forma al contributo olandese all'ordine economico globale.

I Paesi Bassi hanno circa 140 missioni diplomatiche all'estero.